# Pablo Hernández (ciclista)
Pablo Hernández (12 de fevereiro de 1940 – 1 de janeiro de 2021) foi um ciclista colombiano. Representou seu país, Colômbia, no ciclismo nos Jogos Olímpicos de Verão de 1964. Conquistou um título do campeonato nacional de estrada em 1964 e uma da Volta à Colômbia em 1969.
Morreu em 1 de janeiro de 2021 em Pereira.